# Vojni izaslanik
Vojni ataše (vojni attaché) ili vojni izaslanik član je diplomatskog predstavništva svoje zemlje u državi primateljici ili pri međunarodnoj organizaciji (npr. NATO, UN i sl.). Vojni ataše ima diplomatski status te sve imunitete i privilegije koje redovno uživa diplomatsko osoblje. Organizacijski odgovara šefu diplomatske misije. Ova funkcija pojavila se početkom 20. stoljeća.
Vojni ataše zadužen je za afirmaciju oružanih snaga i obrambene politike svoje države. On prati i izvještava o vojnoj, vojno-političkoj i gospodarskoj situaciji u zemlji primateljici. Savjetuje veleposlanika o sigurnosnoj i obrambenoj politici, te je zadužen je za odnose s ministarstvom obrane svoje zemlje, ali je, kao časnik za vezu, zadužen i za odnose s lokalnim vojnim vlastima. Vojni ataše predstavlja i zastupa oružane snage svoje zemlje u državi primateljici. Po posebnom ovlaštenju obavlja preliminarne pregovore o svim oblicima vojne suradnje među državama. Osim toga, zadužen je i za dogovaranje i organizaciju meðudržavnih bilateralnih susreta vojnih predstavnika.
U veleposlanstvu, odnosno diplomatskom predstavništvu mogu djelovati vojni, pomorski i zrakoplovni ataše. U diplomatskim misijama SAD-a, ataše koji je od navedenih tri najduže na dužnosti, naziva se još i obrambeni ataše i on je nadređen ostalima u svim dužnostima koje spadaju u djelokrug vojnih atašea.
Države ne šalju svoje vojne atašee u svako svoje diplomatsko predstavništvo, već obično u one države s kojima imaju ili žele ostvarivati vojnu suradnju.  Vojni ataše se ne akreditira u zemlji primateljici (to čine samo veleposlanici), već se samo notificira ministarstvu vanjskih poslova države primateljice te ministarstvu obrane.
Svi vojni atašei u jednoj državi primateljici čine vojno-diplomatski zbor.

## Poveznice
- Vojna diplomacija
- Diplomacija
- Vojska
- Ataše